# Groupes régionaux des Nations unies
Ne doit pas être confondu avec Schéma géographique des Nations unies.
Les groupes régionaux des Nations unies sont les groupes régionaux géopolitiques des États membres des Nations unies. À l'origine, les États membres de l'ONU ont été officieusement regroupés en cinq groupes géopolitiques. À la base un moyen informel de partage de la répartition des postes de commissions de l'Assemblée générale, les groupes ont pris un rôle beaucoup plus large. Selon le contexte des Nations unies, les groupes régionaux contrôlent des élections à des postes liés à l'ONU sur la base de la représentation géographique, ils ont aussi le rôle de coordonner la politique de fond, et forment des fronts communs pour les négociations et le vote d'une résolution.

Groupe africain
Groupe d'Asie-Pacifique
Groupe d'Europe orientale
Groupe d'Amérique latine et les Caraïbes
Groupe d'Europe occidentale et autres
Membre de l'ONU n'étant dans aucun groupe
États observateurs
Territoires disputés

Les regroupements ont changé au fil du temps. Depuis la fondation de l'Organisation des Nations unies jusqu'en 1966, les groupes régionaux étaient les suivants: Commonwealth britannique, Europe, Asie, Amérique latine, Moyen-Orient et Europe occidentale. En 1966, à la suite de l'adhésion de nouveaux membres à l'ONU, de la décolonisation et de la réorientation stratégique, les groupes ont été réorganisés en tant que: l'Asie, l'Europe de l'Est, l'Afrique, l'Amérique latine et les Caraïbes, et Europe occidentale et autres. En 2011, le Groupe Asie a été renommé: Asie-Pacifique.
En mai 2014, les 193 membres de l'ONU sont répartis en cinq groupes régionaux :
- Le Groupe africain, avec 54 États membres
- Le Groupe Asie-Pacifique, avec 53 États membres
- Le Groupe d'Europe orientale, avec 23 États membres
- Le Groupe latino-américain et les Caraïbes, avec 33 États membres
- Le Groupe des États d'Europe occidentale et autres États avec 28 États membres, plus 1 État membre en qualité d'observateur.

Kiribati n'est pas inclus dans les chiffres (voir ci-dessous).

## Aperçu
En plus de permettre aux États membres de mettre en avant leurs intérêts internationaux, de discuter et de coordonner leur droit de vote et autres activités aux Nations unies, la fonction principale des groupes régionaux est de distribuer des quotas d'adhésion au sein des organes des Nations unies et des postes de direction. Selon la convention, les sièges de membres non permanents du Conseil de sécurité des Nations unies sont répartis entre les groupes régionaux selon une formule préétablie. D'autres organismes, tels que le Conseil économique et social des Nations unies et le Comité des droits de l'homme des Nations unies, ont également fixé des quotas d'adhésion pour chaque groupe régional. Le poste du Président de l'Assemblée générale de l'ONU tourne parmi les groupes sur un cycle de dix ans (la règle actuelle étant que chaque groupe régional comble le poste à deux reprises au cours du cycle, en effet, il tourne sur une période de cinq ans).
| Groupe régional                         | Nombre de membres | % de membres | Membres permanents du CS | Membres élus au CS | Membres élus au CoDesc | Membres élus au HCDH | Années attribuées pour présider l'Assemblée générale |
| --------------------------------------- | ----------------- | ------------ | ------------------------ | ------------------ | ---------------------- | -------------------- | ---------------------------------------------------- |
| Afrique                                 | 54                | 28           | 0                        | 3                  | 14                     | 13                   | années en 4 et 9                                     |
| Asie-Pacifique                          | 53                | 27,5         | 1                        | 2                  | 11                     | 13                   | années en 1 et 6                                     |
| Groupe de l'Europe orientale            | 23                | 12           | 1                        | 1                  | 6                      | 6                    | années en 2 et 7                                     |
| Groupe latino-américain et les Caraïbes | 33                | 17           | 0                        | 2                  | 10                     | 8                    | années en 3 et 8                                     |
| Europe occidentale et autres            | 29                | 15           | 3                        | 2                  | 13                     | 7                    | années en 0 et 5                                     |
| Non affiliés                            | 1                 | 0,5          | -                        | -                  | -                      | -                    | -                                                    |
| Total des membres de l'ONU              | 193               | 100          | 5                        | 10                 | 54                     | 47                   | Toutes années confondues                             |

### Population des groupes régionaux
| Groupe régional                         | Nombre de membres | Population (approx.) | % de la population par membres de l'ONU |
| --------------------------------------- | ----------------- | -------------------- | --------------------------------------- |
| Afrique                                 | 54                | 1,14 milliard        | 15,8 %                                  |
| Asie-Pacifique                          | 53                | 4,24 milliards       | 58,5 %                                  |
| Groupe de l'Europe orientale            | 23                | 340 millions         | 4,69 %                                  |
| Groupe latino-américain et les Caraïbes | 33                | 621 millions         | 8,57 %                                  |
| Europe occidentale et autres            | 29                | 904 millions         | 12,49 %                                 |
| Non affiliés                            | 1                 | 124.000              | 0,00 %                                  |
| Total des membres de l'ONU              | 193               | 7,24 milliards       | 100 %                                   |

| Conseil de sécurité | Assemblée générale |
| --- | ------------------ |
| |                    |
| - Groupe africain - Groupe d'Asie-Pacifique - Groupe de l'Europe orientale - Groupe latino-américain et les Caraïbes - Europe occidentale et autres - Membre de l'ONU n'étant dans aucun groupe |                    |

## Les groupes régionaux

### Groupe africain
Le Groupe africain dispose de 54 membres (28 % de tous les membres de l'ONU), et est donc le plus grand groupe régional par le nombre d'États membres. Il est le seul groupe régional qui a un territoire qui coïncide avec le traditionnel continent, duquel le nom provient. Le Groupe africain dispose de 3 sièges non permanents au Conseil de sécurité, occupés en 2024 par l'Algérie, la Sierra Leone et le Mozambique. Le Groupe dispose également de 14 sièges au Conseil économique et social des Nations unies et 13 sièges aux Conseil des Nations unies pour les droits de l'homme. Dans la rotation du poste de Président de l'Assemblée générale des Nations unies, le groupe est éligible pour avoir ses ressortissants élus à ce poste au cours des années se terminant par 4 et 9; plus récemment,  Sam Kutesa de l'Ouganda a été élu à ce poste en 2014.
Les États membres du Groupe africain, en juillet 2011:
| - Afrique du Sud - Algérie - Angola - Bénin - Botswana - Burkina Faso - Burundi - Cap-Vert - Cameroun - République centrafricaine - Comores - République du Congo - République démocratique du Congo - Côte d'Ivoire - Djibouti - Égypte - Érythrée - Éthiopie | - Gabon - Gambie - Ghana - Guinée - Guinée-Bissau - Guinée équatoriale - Kenya - Lesotho - Liberia - Libye - Madagascar - Malawi - Mali - Maroc - Mauritanie - Maurice - Mozambique - Namibie | - Niger - Nigeria - Ouganda - Rwanda - Sao Tomé-et-Principe - Sénégal - Seychelles - Sierra Leone - Somalie - Soudan - Soudan du Sud - Swaziland - Tanzanie - Tchad - Togo - Tunisie - Zambie - Zimbabwe |

### Groupe Asie-Pacifique
Le Groupe Asie-Pacifique (anciennement le Groupe asiatique) compte 53 membres (27,5 % de tous les membres des Nations unies) et est le deuxième plus grand groupe régional par le nombre d'États membres (un de moins que le Groupe africain). Son territoire se compose d'une grande partie des continents de l'Asie et l'Océanie. Cependant, la Russie et les États du Caucase sont membres du Groupe d'Europe orientale ;  l'Australie, la Nouvelle-Zélande, Israël et la Turquie sont tous membres du Groupe d'Europe occidentale et autres. Le Groupe Asie-Pacifique dispose de trois sièges au Conseil de sécurité : le siège permanent occupé par la Chine et deux sièges non permanents, occupés en 2024 par la Corée du Sud et le Japon. Le Groupe dispose également de 11 sièges au Conseil économique et social des Nations unies et 13 sièges au Conseil des droits de l'homme des Nations unies. Dans la rotation du poste de Président de l'Assemblée générale des Nations unies, le groupe est éligible pour avoir ses ressortissants élus à ce poste au cours des années se terminant par 1 et 6; plus récemment, Peter Thomson des Fiji a été élu à ce poste en 2016.
Les États membres du groupe d'Asie-Pacifique en 2011 :
| - Afghanistan - Arabie saoudite - Bahreïn - Bangladesh - Bhoutan - Birmanie - Brunei - Cambodge - Chine - Chypre - Corée du Nord - Corée du Sud - Émirats arabes unis - Fidji - Inde - Indonésie - Iran - Irak | - Japon - Jordanie - Kazakhstan - Kirghizistan - Koweït - Laos - Liban - Malaisie - Maldives - Îles Marshall - États fédérés de Micronésie - Mongolie - Nauru - Népal - Oman - Ouzbékistan - Pakistan - Palaos | - Papouasie-Nouvelle-Guinée - Philippines - Qatar - Îles Salomon - Samoa - Singapour - Sri Lanka - Syrie - Tadjikistan - Thaïlande - Timor oriental - Tonga - Turkménistan - Tuvalu - Vanuatu - Viêt Nam - Yémen |

#### 2011: changement de nom
Jusqu'en 2011, le Groupe Asie-Pacifique a été appelé le "Groupe asiatique". Le changement de nom a été adopté à la suite des pressions exercées par les pays insulaires non asiatiques qui composent environ un cinquième des membres du groupe. Sur l'insistance de la Chine, le nom officiel du groupe est le "Groupe d'Asie et Îles du Pacifique en développement", mais l'utilisation du nom raccourci "Groupe d'Asie-Pacifique " est autorisé dans les documents officiels de l'ONU.

### Groupe d'Europe orientale
Le Groupe d'Europe orientale compte 23 membres (12 % de tous les membres de l'ONU), et en tant que tel est le groupe régional avec le moins d'États membres. Le Groupe Europe de l'Est dispose de deux sièges au Conseil de sécurité : le siège permanent détenu par la Russie et un siège non permanent, occupé en 2023-2024 par la Slovénie. Le Groupe dispose également de 6 sièges au Conseil économique et social des Nations unies et 6 sièges au Conseil des droits de l'homme des Nations unies. Dans la rotation du poste de Président de l'Assemblée générale des Nations unies, le groupe est éligible pour avoir ses ressortissants élus à ce poste au cours des années se terminant par 2 et 7; plus récemment, Vuk Jeremić de République de Serbie a été élu à ce poste en 2012.
Les membres du Groupe d'Europe orientale à partir de 2010:
| - Albanie - Arménie - Azerbaïdjan - Biélorussie - Bosnie-Herzégovine - Bulgarie - Croatie - Estonie | - Géorgie - Hongrie - Lettonie - Lituanie - Macédoine du Nord - Moldavie - Monténégro - Pologne | - Roumanie - Russie - Serbie - Slovaquie - Slovénie - Tchéquie - Ukraine |

### Groupe latino-américain et les Caraïbes
Le Groupe latino-américain et les Caraïbes compte 33 membres (17 % de tous les membres des Nations unies). Son territoire est celui de l'Amérique du Sud, de l'Amérique centrale et des Caraïbes. Les différences résultent de la présence de territoires dépendants des pays européens. Le groupe dispose de deux sièges non permanents au Conseil de sécurité, occupés en 2024 par l'Équateur et le Guyana. Le Groupe dispose également de 10 sièges au Conseil économique et social des Nations unies et 8 sièges au Conseil des droits de l'homme des Nations unies. Dans la rotation du poste de président de l'Assemblée générale des Nations unies, le groupe est éligible pour avoir ses ressortissants élus à ce poste dans les années se terminant par 3 et 8 ; plus récemment, John William Ashe de l'Antigua-et-Barbuda a été élu à ce poste en 2013.
Les États membres du groupe latino-américain et les Caraïbes, à partir de 2010:
| - Antigua-et-Barbuda - Argentine - Bahamas - Barbade - Belize - Bolivie - Brésil - Chili - Colombie - Costa Rica - Cuba | - Dominique - République dominicaine - Équateur - Grenade - Guatemala - Guyana - Haïti - Honduras - Jamaïque - Mexique - Nicaragua | - Panama - Paraguay - Pérou - Saint-Christophe-et-Niévès - Sainte-Lucie - Saint-Vincent-et-les-Grenadines - Salvador - Suriname - Trinité-et-Tobago - Uruguay - Venezuela |

### Groupe d'Europe occidentale et autres
Le Groupe des États d'Europe occidentale et autres États compte 28 membres (15 % de tous les membres des Nations unies). Il a un territoire dispersé sur tous les continents, mais surtout centré en Europe occidentale et Amérique du Nord. En outre, les États-Unis sont un État observateur (voir ci-dessous). En incluant les États-Unis, le groupe dispose de 5 sièges au Conseil de sécurité : trois permanents (la France, le Royaume-Uni et les États-Unis) et deux non permanents (occupés en 2024 par le Danemark et la Grèce). Le Groupe dispose également de 13 sièges au Conseil économique et social des Nations unies et 7 sièges au Conseil des Nations unies pour les droits de l'homme. Dans la rotation du poste de Président de l'Assemblée générale des Nations unies, le groupe est éligible pour avoir ses ressortissants élus à ce poste au cours des années se terminant par 0 et 5; plus récemment, Mogens Lykketoft du Danemark a été élu à ce poste en 2015.
Les États membres de l'Europe occidentale et autres groupe, à partir de 2011:
| - Allemagne - Andorre - Autriche - Australie - Belgique - Canada - Danemark - Espagne - États-Unis - Finlande | - France - Grèce - Irlande - Islande - Israël - Italie - Liechtenstein - Luxembourg - Malte - Monaco | - Norvège - Nouvelle-Zélande - Pays-Bas - Portugal - Royaume-Uni - Saint-Marin - Suède - Suisse - Turquie |

### Observateurs de l'ONU
Depuis l'adoption de la Résolution 67/19 de l'Assemblée générale des Nations unies, il y a deux États observateurs[pas clair] :
| - Palestine | - Saint-Siège |  |

### Cas particuliers

#### Israël
En mai 2000, Israël faisait naturellement partie du Groupe Asie-Pacifique, mais son adhésion a été bloquée par les pays arabes. Le pays est devenu un membre à part entière du Groupe d'Europe occidentale et autres, ce qui lui permet de présenter des candidats aux élections à différents organes de l'Assemblée générale de l'ONU. En 2004, Israël a obtenu un renouvellement permanent de ses membres . En décembre 2013, Israël a été nommé membre permanent du groupe au bureau de Genève (Il reste observateur dans les bureaux de Rome, Vienne et Nairobi).

#### Kiribati
En 2010, Kiribati (géographiquement en Océanie) a choisi de ne pas être membre d'un groupe régional, en dépit d'autres nations d'Océanie appartenant au Groupe Asie-Pacifique. Malgré son adhésion à l'Organisation des Nations unies, Kiribati n'a jamais de délégué permanent à l'ONU.

#### Turquie
La Turquie est dans le Groupe Asie-Pacifique, mais à des fins électorales est considérée comme un membre du Groupe d'Europe occidentale et autres seulement.

#### Les États-Unis d'Amérique
Les États-Unis ont volontairement choisi de n'appartenir à aucun groupe. Les États-Unis sont un observateur du Groupe d'Europe de l'Ouest et autres, mais pour l'ONU ils sont un membre permanent du groupe afin de pouvoir avoir des candidats à l'élection de l'assemblée générale des Nations unies,.

#### Palestine
La Palestine participe dans le groupe d'Asie-Pacifique depuis le 2 avril 1986,,, en tant qu'observateur.

## Le Pacifique
Depuis 2000, le gouvernement de l’île de Nauru appelle pour un nouveau groupe nommé Océanie. Cette proposition inclut dans son groupe l'Australie et la Nouvelle-Zélande (tous deux dans le Groupe d'Europe de l'Ouest et autres).

## Galerie

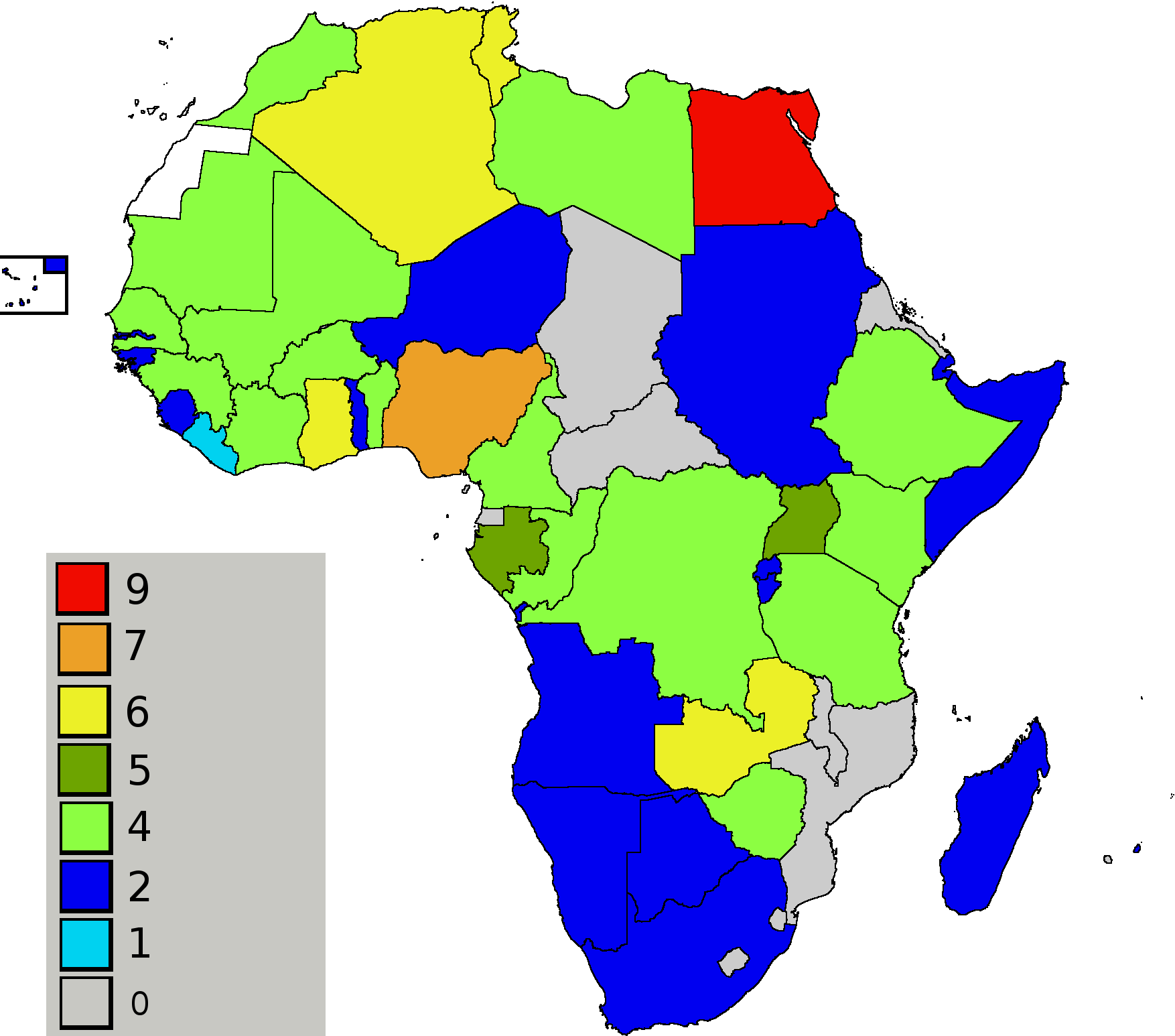
Membres du groupe africain colorés selon le temps qu'ils avaient passé au Conseil de sécurité à la date de 2010.
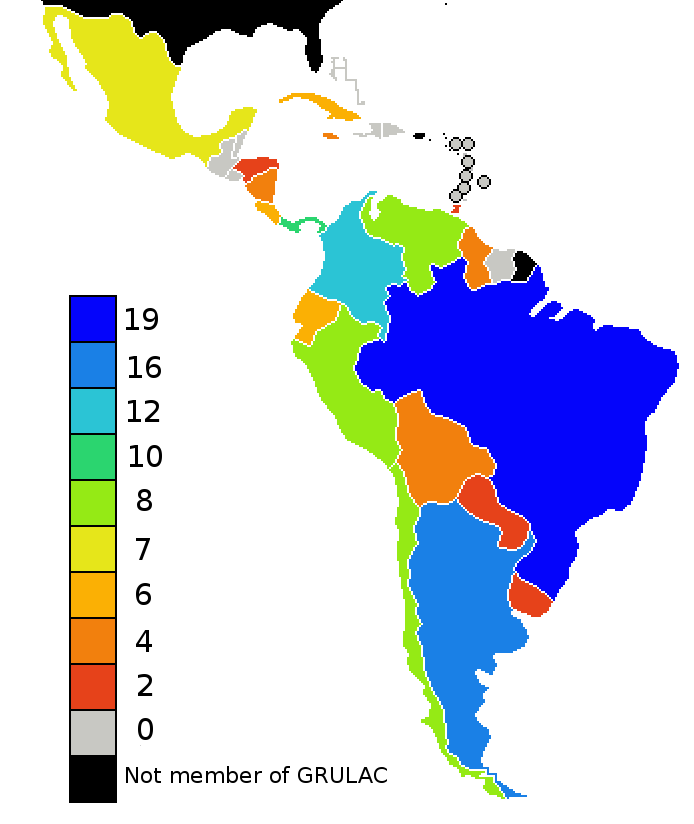
Membres du groupe latino-américain et Caraïbes colorés selon le temps qu'ils avaient passé au Conseil de sécurité à la date de  2010.
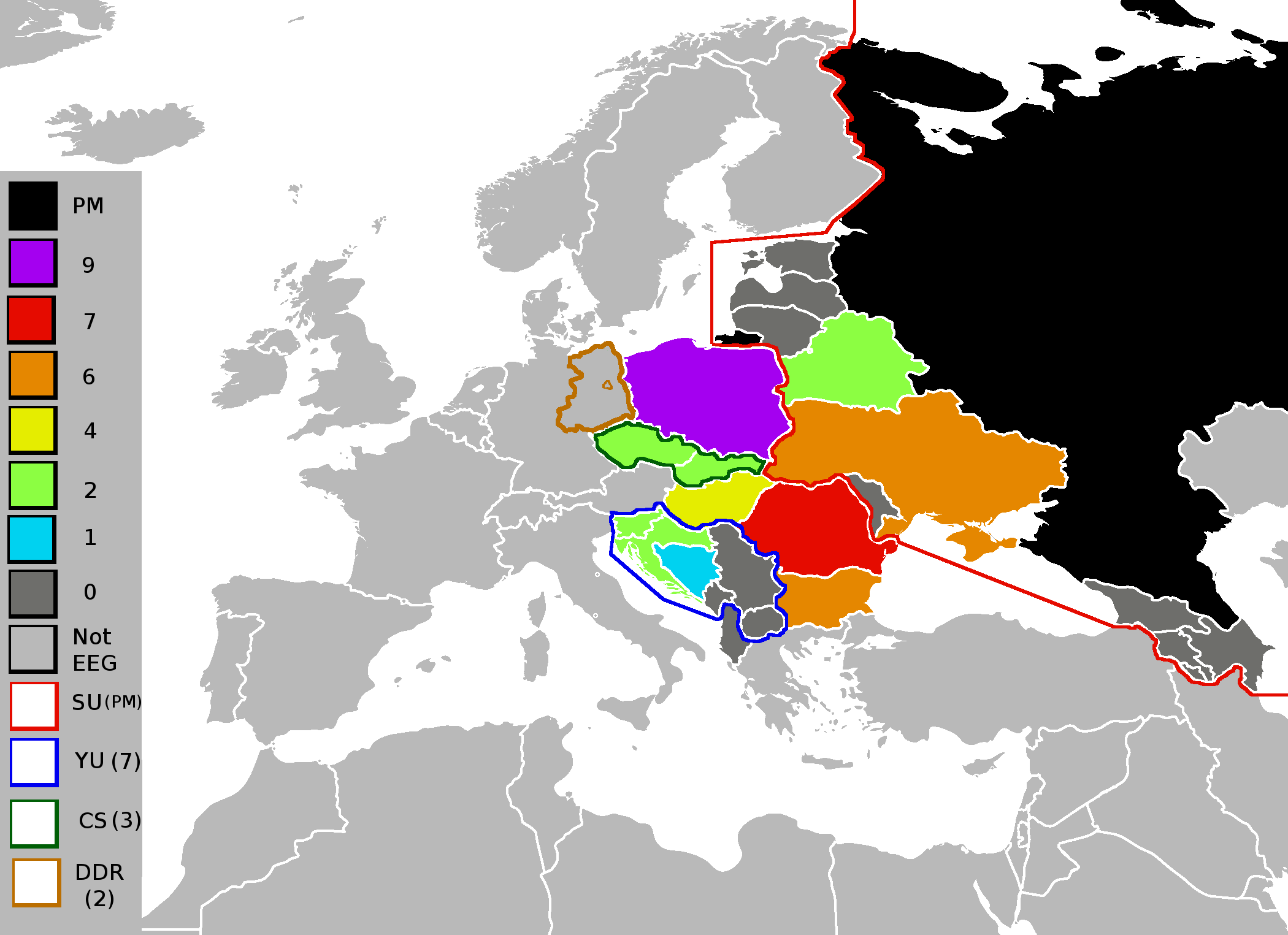
Membres du groupe d'Europe de l'Est colorés selon le temps qu'ils avaient passé au Conseil de sécurité à la date de  2010.
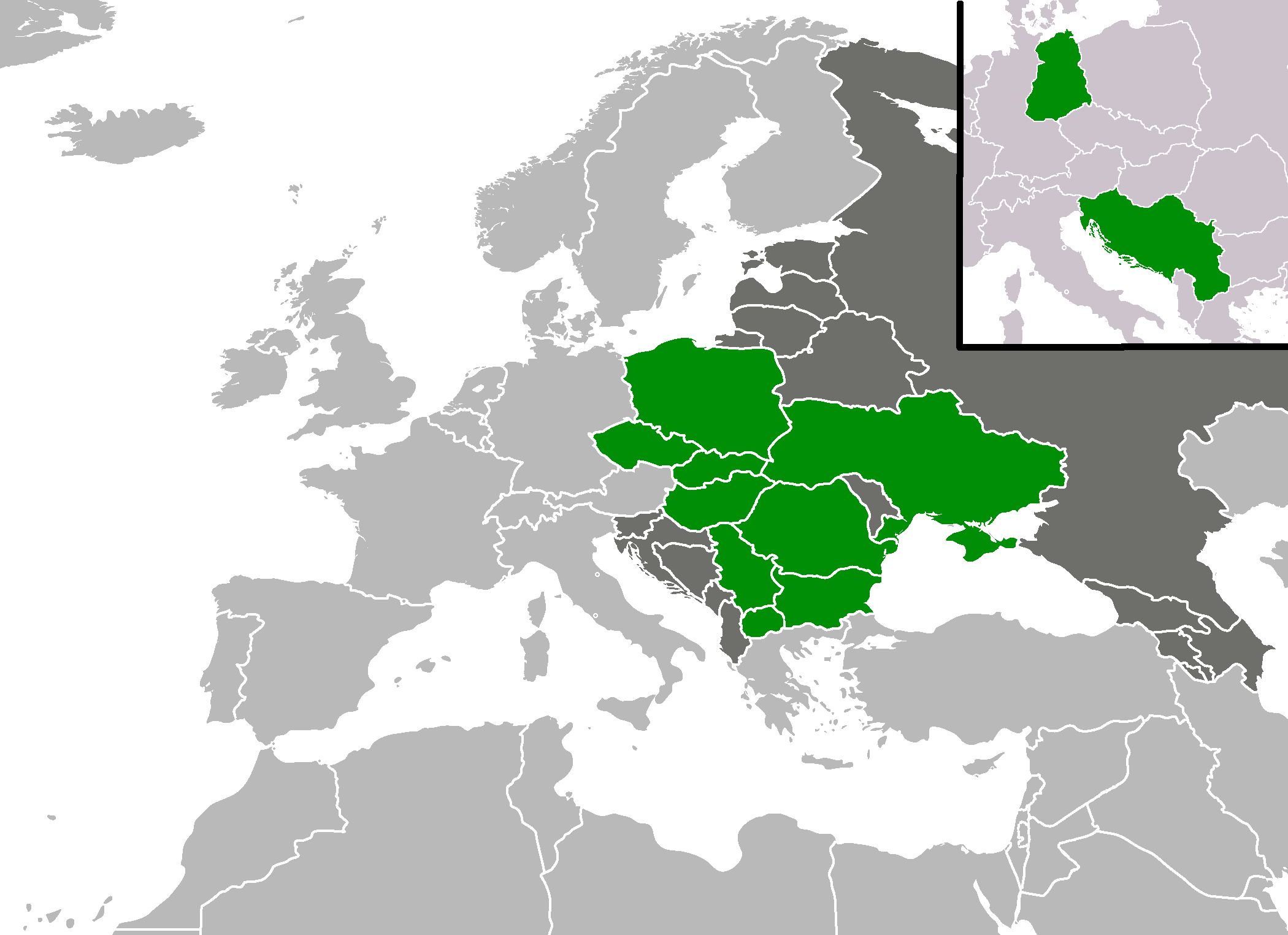
Carte montrant quels pays ont eu un président à l'Assemblée générale de l'ONU[Quand ?].
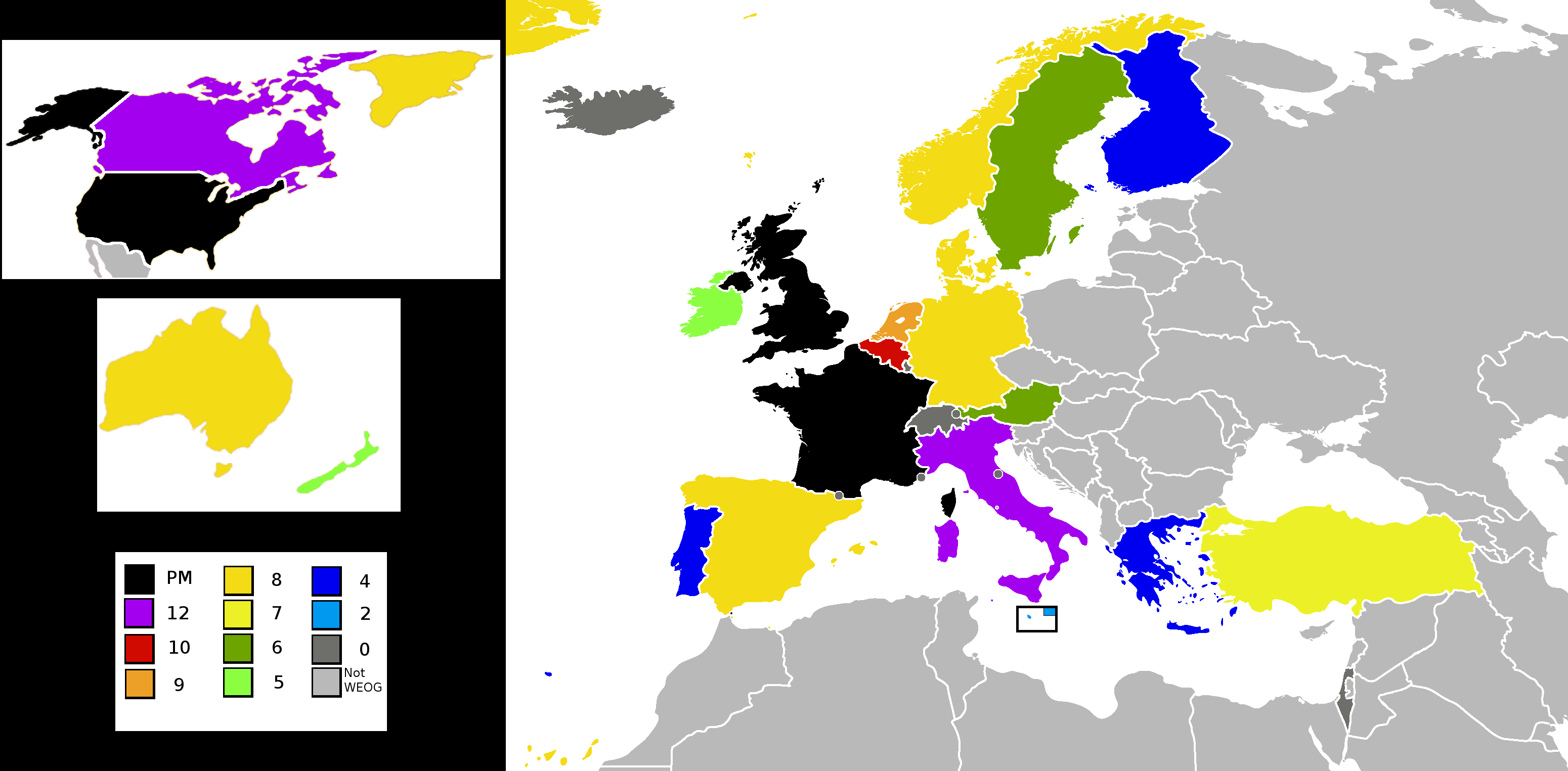
Membres du groupe Europe de l'Ouest et autres colorés selon le temps qu'ils avaient passé au Conseil de sécurité à la date de  2010.